# Dreamcast
Sega Dreamcast byla poslední domácí herní konzolí od firmy Sega, měla nahradit svého předchůdce Sega Saturn a otevřít společnosti bránu do světa 6. generace herních zařízení. Díky tomu, že byla určena k získání převahy nad konkurenčními stroji od Sony (PlayStation) a Nintenda (Nintendo 64), vyšla již 15 měsíců před oficiální edicí PlayStation 2 a dokonce tři roky před GameCube a Xboxem. Na čas se prostřednictvím Dreamcastu podařilo získat zpět pověst mezi hráčskou komunitou, pro Segu však toto období trvalo příliš krátkou dobu. Sony v té době představovalo dravého rivala a komunita netrpělivě očekávala příchod nástupce veleúspěšného PlayStationu. Po jeho vydání v březnu roku 2000 se Dreamcast začal opět propadat, byl v porovnání s novou konkurenční konzolí hardwarově nedostačující a také softwarová podpora byla nesrovnatelně horší, zejména od výrobců třetích stran. Z této rány se již Sega nevzpamatovala a zareagovala totálním zastavením výroby domácích herních konzolí.

## Historie

### Vývoj

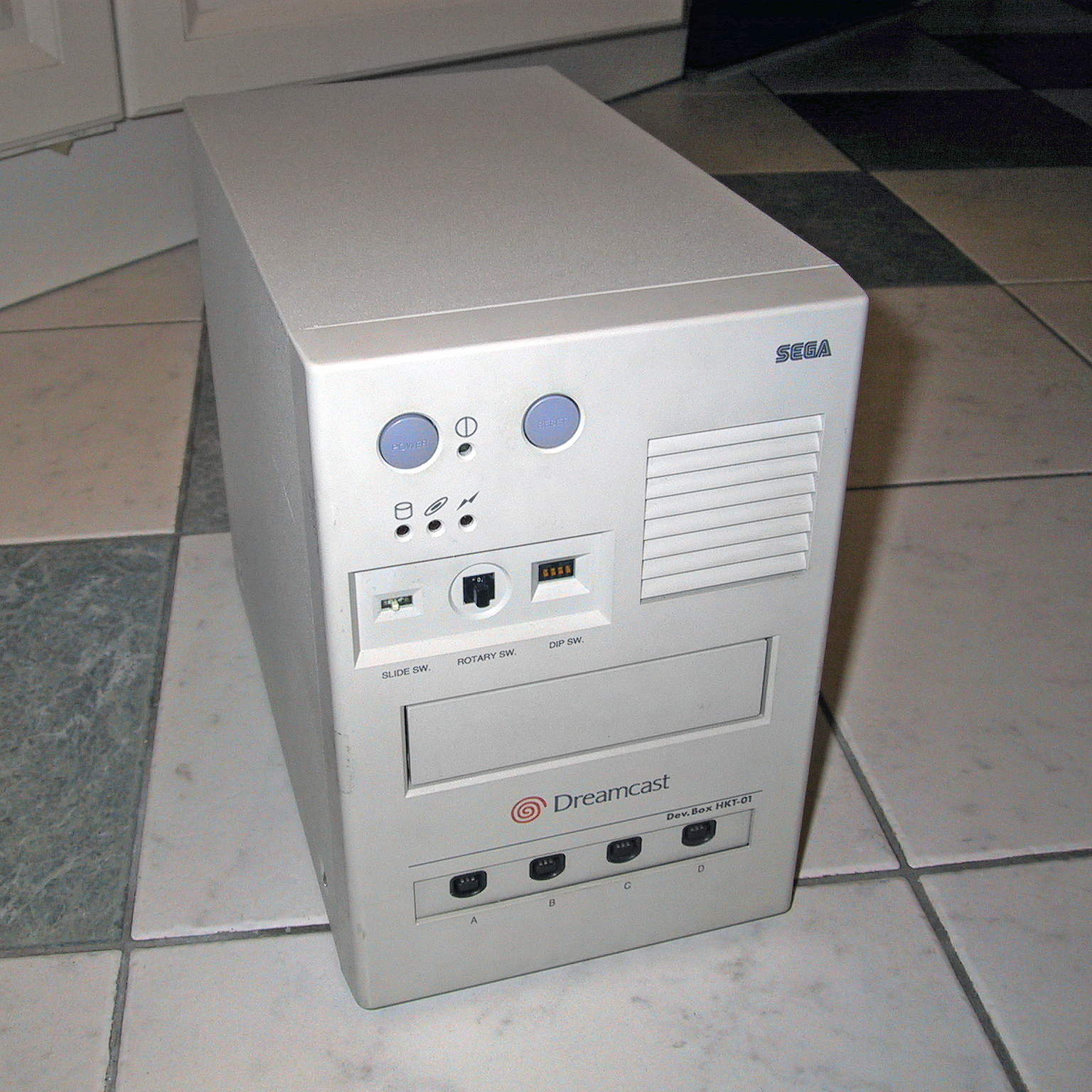
Vývojářská verze Dreamcastu

Japonská skupiny Segy vedená Hidekim Sató zvolila jako srdce konzole procesor SH4 od Hitachi, který obsahoval jednotku PowerVR od firmy VideoLogic (v současné době známé pod názvem Imagination Technologies), jež vyráběl NEC. Projekt se rozjel a jako kódové označení bylo zvoleno spojení White Belt (Bílý pás). V Japonsku se vžilo označení Guppy, posléze, u pokročilejších prototypů, nahrazené jménem Dural, v závěrečné fázi označením Katana.
- Z hardware Dreamcastu vychází herní automat Sega NAOMI.

Oproti japonskému týmu, stavěla americká skupina pod taktovkou Tetsua Jamamota nový prototyp na bázi procesoru IBM/Motorola PowerPC 603e a grafickém subsystému 3dfx Voodoo 2. Vývojové kódové označení bylo Black Belt (Černý pás), prototyp pak nesl označení Shark (Žralok).

### Finální verze
První vážné problémy, které vedly až k destruktivnímu charakteru americké paralelní větve projektu, způsobila firma 3dfx svojí politikou IPO (Initial Public Offering), což bylo v rozporu s utajováním vývoje Sharku. Po soudním sporu bylo rozhodnuto o ukončení prototypu postaveném na grafickém čipu Voodoo 2 a iniciativu převzala japonská skupina. Zároveň s volbou platformy se finalizovalo označení konzole – Sega Dreamcast.

### Představení veřejnosti
Konzole byla představena v Japonsku 27. listopadu 1998, v USA pak 9. září 1999 po masivní reklamní kampani nazvané 9/9/99. V Evropě měl Dreamcast svou premiéru 14. října 1999.
Dreamcast byl první konzolí, která obsahovala vestavěný modem pro podporu on-line hraní přes internet. On-line hraní bylo možné již dříve, např. prostřednictvím konzolí NES, SNES a Nintendo 64, nicméně pouze v omezené míře a za předpokladu nadstavbového hardware.
Nástup konzole byl masivní. Prognózy hovořily o 300 tisících prodaných kusů, ovšem skutečnost byla mnohem příznivější. Během dvou týdnů od oficiálního představení se jich prodalo půl milionu, přičemž během prvních 24 hodin to bylo 225 tisíc konzolí! Tento rekord zlomila až PlayStation 2 o rok později.

### Rivalita
První ledová sprcha po prodejní euforii nastala oznámením firmy Electronic Arts, že nebude vyvíjet sportovní hry (EA Sports) pro Segu. Sega zareagovala vytvořením série Sega Sports a tato schizofrenie vyvrcholila dvojím vydáním titulu NFL. EA Sports vydalo Madden 2001, Sega Sports NFL 2K1. Obě hry věrně kopírovaly skutečné prostředí Národní fotbalové ligy, verze Segy měla výhodu v podpoře on-line hraní prostřednictvím sítě SegaNet, EA Sports zase předvedly brilantní grafické orgie.
Co se týče hardware, jako velký stín se pomalu na scénu vkrádá PlayStation 2. Sony v průběhu roku oznámila zpětnou kompatibilitu pro starší tituly z PlayStationu 1, rovněž upřesnila datum vydání svojí next-gen konzole. V davu veřejnosti to začalo šumět. Sega si této situace včas všimla a stačila zareagovat významnou podporou on-line komunity posílením (jak marketingovým, tak technickým) sítě SegaNet a na podzim roku 2000 dokonce výrazně snížila ceny vydávaných titulů.
- Sony spustila on-line až v roce 2002.

Od července do září 2000 se po zmíněných injekcích podařilo zvýšit prodejnosti her a konzolí o 156 % a v listopadu téhož roku dokonce odsunula Nintendo 64 na druhou příčku. I přes tyto úspěchy Segy došlo v průběhu roku 2001 k masivnímu odlivu herních vydavatelů ve prospěch PlayStation 2. Příčinu můžeme nalézt v rozpačitém podpoře Segy u svých předchozích modelů, nejvýrazněji u Saturnu, Segy 32x a Segy CD. Jako příklad úprku od Segy může sloužit projekt hry Half-Life, který byl opuštěn těsně před dokončením.

### Sega v Evropě
Po masivní reklamní kampani PlayStation 2 Sega najala externí firmy pro reklamní činnost, nicméně kvůli nízkým výdajům na tyto aktivity nikdy nedosáhla požadovaného efektu. Navíc například ve Finsku utržila šrám na své pověsti, neboť připojení k SegaNetu zde bylo 3× dražší než platby za připojení k internetu prostřednictvím linky ISDN.

### Konec produkce
31. ledna 2001 Sega oznámila ukončení projektu Dreamcast k březnu téhož roku s dovětkem, že bude dovyvinuto asi 50 až 60 herních titulů. Poslední hrou vydanou v USA se stala NHL 2K2, vydaná v únoru roku 2002. Za hlavní příčinu pádu Segy je uváděna nedostatečná spolupráce s herními vývojářskými firmami (např. Electronic Arts), zejména po neblahých zkušenostech z předchozích platforem.
Úplně posledním titulem Segy pro Dreamcast byla hra Puyo Pop Fever, vydaná 24. února 2004. Po tomto datu ještě vzniklo několik her ze třetích stran (Trizeal, Rajirugi), z poslední doby pak Under Defeat z března 2006.
- Dreamcast žije dál např. ve formě emulátoru Chankast.

### Retro
V průběhu roku 2006 Sega vydala několik multipacků buď prostřednictvím svého on-line obchodu nebo prostřednictvím třetích firem.

## Technické parametry

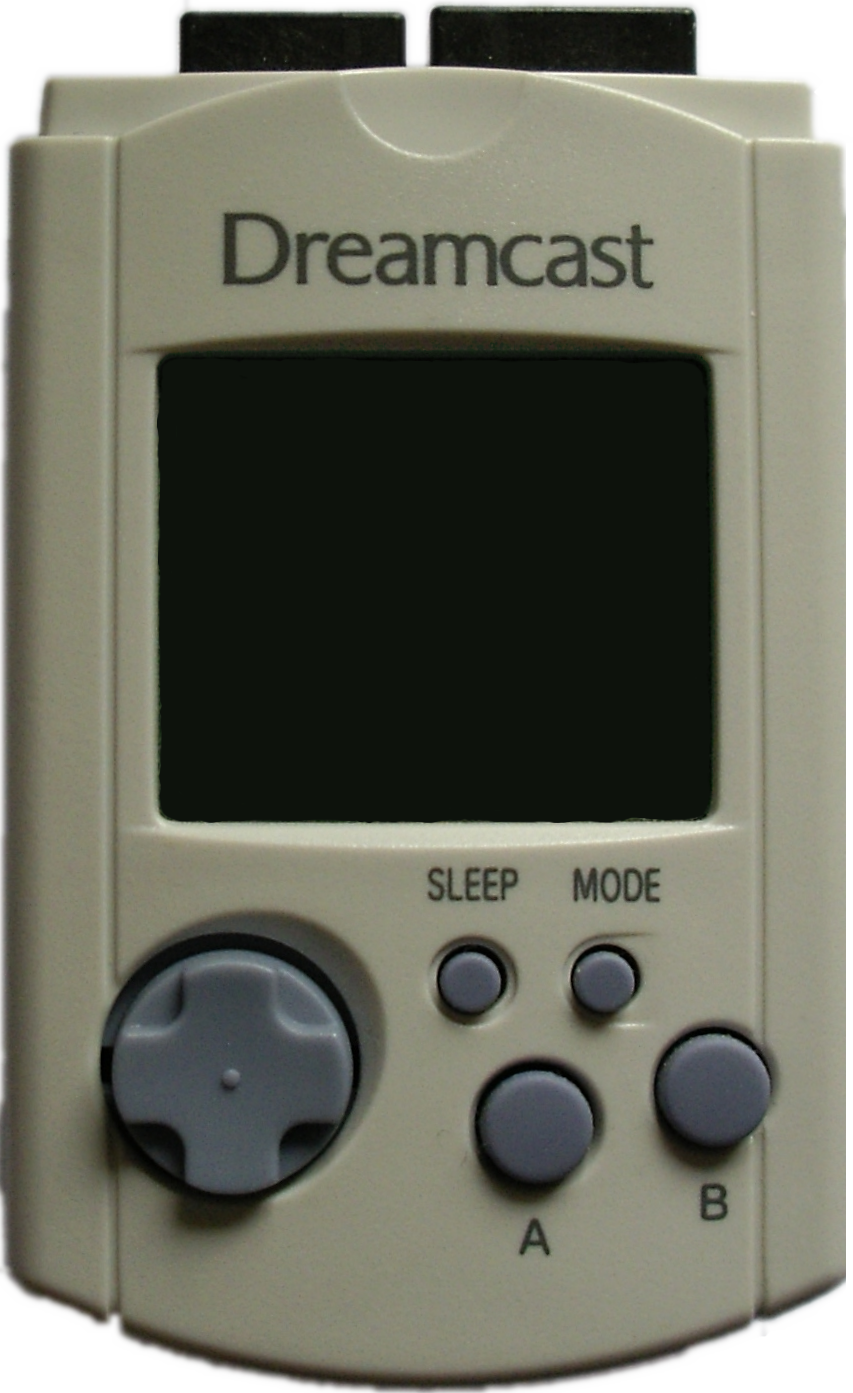
VMU paměťová karta

### Procesory
- Hitachi SH-4 RISC (360 MIPS) se 128bitovým koprocesorem pro podporu 3D výpočtů na 200 MHz (1,4 GFLOPS)
- PowerVR2 CLX2 (max. 7 milionů polygonů za sekundu, v praxi cca 3,5 mil. polygonů) s podporou trilineárního filtrování
- zvukový procesor Yamaha AICA: 32bitový ARM7 RISC, 128-step DSP na 22,5 MHz

### Paměť
- 16 MB RAM na 100 MHz
- 8 MB VRAM na 100 MHz
- 2 MB zvuková RAM na 66 MHz

### Video
- 640×480 bodů
- 16,7 milionů barev

### Audio
- 64kanálové PCM/ADPCM

### I/O
- GD-ROM: 1,2 GB, 12xSpeed
- modem 56 kb/s nahraditelný za:
  - HIT-400: 10/100 Mb LAN adaptér s chipsetem Realtek 8139
  - HIT-300: 10 Mb LAN adaptér Fujitsu MB86967
- VMU (Visual Memory Unit) – 128 kB paměťová karta s displejem, reproduktory a ovládacími tlačítky (pouze orig. Sega, karty třetích stran tyto prvky neobsahovaly)